# 2991 Bilbo

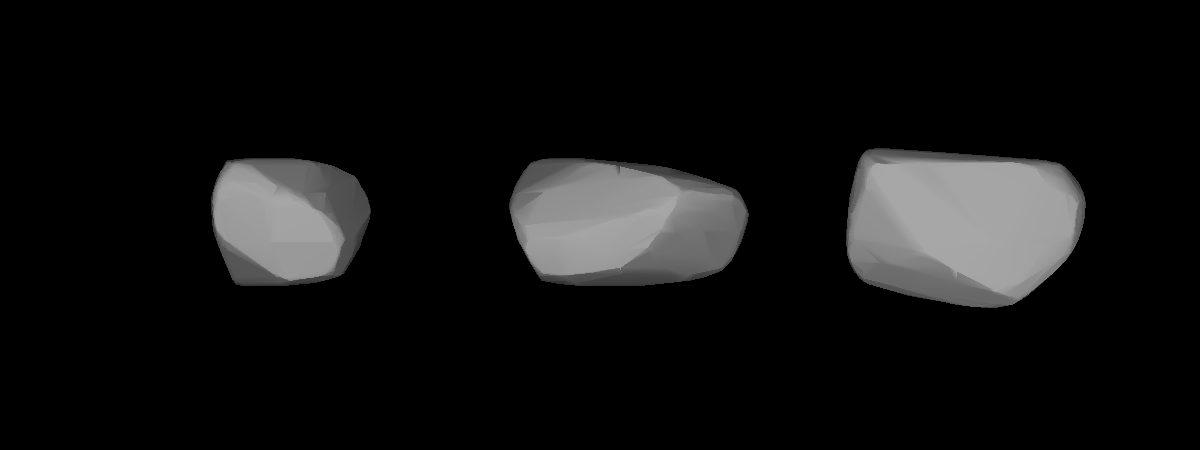
2991 Bilbo

2991 Bilbo eller 1982 HV är en asteroid i huvudbältet som upptäcktes den 21 april 1982 av den brittiske astronomen Martin Watt vid Anderson Mesa Station. Den är uppkallad efter karaktären Bilbo Bagger i flera böcker av den brittiske författaren J.R.R. Tolkiens.
Asteroiden har en diameter på ungefär 7 kilometer.